# Nest-Sotra Fotball
Nest-Sotra is een Noorse voetbalclub uit Ågotnes op het eiland Sotra, dat ten westen van Bergen ligt. De club werd in 1968 opgericht. Thuiswedstrijden worden gespeeld in het Ågotnes-stadion. De clubkleuren zijn groen-wit. Tot en met 2019 kwam het standaardelftal uit in de 1. divisjon, maar in 2020 kwam het tot een samenwerking van de standaardteams van Nordre Fjell, Sund SK, Skogsvåg IL, Telavåg IL, Skjergard IL en die van Nest-Sotra. Dit team had de naam Øygarden FK en verkreeg een licentie voor de de 1. divisjon. Nest-Sotra bleef als voetbalvereniging bestaan, maar richt de focus nu op jeugdvoetbal. 

## Geschiedenis
In 2007 lukte het de club om te promoveren naar de 2. divisjon. Nadat David Nielsen in 2011 trainer werd van de club, ging het bergopwaarts. In 2013 werd onder zijn leiding voor het eerst in de geschiedenis promotie bewerkstelligd naar de 1. divisjon. Het verbleef er twee seizoenen, waarna men als veertiende opnieuw moest terugkeren naar de derde klasse. In 2016 werd Nest-Sotra runner-up in de 2. divisjon, maar in het daaropvolgende seizoen werd promotie bewerkstelligd door kampioen te worden in de eerste afdeling van de 2. divisjon.
Na 2019 stopte Nest-Sotra met voetbal op professioneel niveau. De licentie werd overgedaan aan de nieuw opgerichte club Øygarden FK. 